# Seznam výzbroje lotyšských pozemních sil
Seznam výzbroje lotyšských pozemních sil uvádí přehled vybavení pozemních sil Lotyšských národních ozbrojených sil.

## Pěchotní zbraně
| Název                                 | Fotografie | Původ                      | Určení                  | Verze                               | Poznámky                                                        |
| Pistole                               | Pistole    | Pistole                    | Pistole                 | Pistole                             |                                                                 |
| ------------------------------------- | ---------- | -------------------------- | ----------------------- | ----------------------------------- | --------------------------------------------------------------- |
| Glock                                 |            | Rakousko                   | poloautomatická pistole | Glock 17 Glock 19 Glock 21 Glock 26 | standardní pistole                                              |
| Služební pušky                        |            |                            |                         |                                     |                                                                 |
| HK G36                                |            | Německo                    | útočná puška            | G36VK                               | standardní útočná puška                                         |
| Lee-Enfield                           |            | Spojené království/ Kanada | opakovací puška         | No.4 Mk.I*                          | ceremoniální zbraň, v počtu 120 kusů užívaná čestnými strážemi. |
| Samopaly                              |            |                            |                         |                                     |                                                                 |
| Heckler & Koch MP5                    |            | Německo                    | samopal                 | MP5A3                               | ve výzbroji speciálních sil                                     |
| Heckler & Koch MP7                    |            | Německo                    | samopal                 | MP7A1                               |                                                                 |
| Heckler & Koch UMP                    |            | Německo                    | samopal                 | UMP9                                | standardní samopal                                              |
| Odstřelovací pušky                    |            |                            |                         |                                     |                                                                 |
| Accuracy International Arctic Warfare |            | Spojené království         | odstřelovací puška      |                                     |                                                                 |
| Heckler & Koch HK417                  |            | Německo                    | odstřelovací puška      |                                     |                                                                 |
| PGM Hécate II                         |            | Francie                    | odstřelovací puška      |                                     |                                                                 |
| Barrett M82                           |            | USA                        | velkorážní puška        | M82A1                               |                                                                 |
| Brokovnice                            |            |                            |                         |                                     |                                                                 |
| Remington Model 870                   |            | USA                        | brokovnice              |                                     |                                                                 |
| Kulomety                              |            |                            |                         |                                     |                                                                 |
| FN MINIMI                             |            | Belgie                     | lehký kulomet           | Minimi Para                         |                                                                 |
| Kulspruta 58                          |            | Belgie                     | univerzální kulomet     | Kulspruta 58 B                      |                                                                 |
| M2 Browning                           |            | USA                        | těžký kulomet           | M2HB-QCB                            |                                                                 |
| Granátomety                           |            |                            |                         |                                     |                                                                 |
| Heckler & Koch AG36                   |            | Německo                    | podvěsný granátomet     |                                     |                                                                 |
| Heckler & Koch GMG                    |            | Německo                    | automatický granátomet  |                                     |                                                                 |
| Pancéřovky                            |            |                            |                         |                                     |                                                                 |
| AT4                                   |            | Švédsko                    | pancéřovka              |                                     |                                                                 |
| Carl Gustav                           |            | Švédsko                    | pancéřovka / tarasnice  | M2, M4                              |                                                                 |
| Protitankové řízené střely            |            |                            |                         |                                     |                                                                 |
| Spike                                 |            | Izrael                     | PTŘS                    | SR LR I LR II ER II                 |                                                                 |
| Minomety                              |            |                            |                         |                                     |                                                                 |
| 120 Krh/40                            |            | Finsko                     | 120mm minomet           |                                     |                                                                 |
| GrW 86                                |            | Rakousko                   | 120mm minomet           |                                     |                                                                 |
| L16                                   |            | Spojené království         | 81mm minomet            |                                     |                                                                 |
| MANPADS                               |            |                            |                         |                                     |                                                                 |
| RBS 70                                |            | Švédsko                    | MANPADS                 | RBS 70 NG                           |                                                                 |
| FIM-92 Stinger                        |            | USA                        | MANPADS                 |                                     |                                                                 |

## Dělostřelectvo
| Zbraňový systém       | Fotografie            | Původ                 | Určení                | Verze                 | Počet                 | Poznámky              |
| Dělostřelecké systémy | Dělostřelecké systémy | Dělostřelecké systémy | Dělostřelecké systémy | Dělostřelecké systémy | Dělostřelecké systémy | Dělostřelecké systémy |
| --------------------- | --------------------- | --------------------- | --------------------- | --------------------- | --------------------- | --------------------- |
| M109                  |                       | USA                   | samohybné dělo        | M109A5Ö               | 53                    |                       |

## Obrněná vozidla
| Vozidlo              | Fotografie        | Původ              | Určení              | Verze                                    | Počet             | Poznámky                                                   |
| Průzkumná vozidla    | Průzkumná vozidla | Průzkumná vozidla  | Průzkumná vozidla   | Průzkumná vozidla                        | Průzkumná vozidla | Průzkumná vozidla                                          |
| -------------------- | ----------------- | ------------------ | ------------------- | ---------------------------------------- | ----------------- | ---------------------------------------------------------- |
| CVR(T)               |                   | Spojené království | průzkumné vozidlo   | Scimitar Sultan Spartan Samson Samaritan | 205               |                                                            |
| Obrněné transportéry |                   |                    |                     |                                          |                   |                                                            |
| Patria 6x6           |                   | Finsko             | obrněný transportér |                                          | 4+                | Objednáno 200 vozidel, dodávky budou probíhat do roku 2029 |

## Automobilová technika
| Vozidlo               | Fotografie         | Původ              | Určení                   | Verze              | Počet              | Poznámky           |
| Terénní automobily    | Terénní automobily | Terénní automobily | Terénní automobily       | Terénní automobily | Terénní automobily | Terénní automobily |
| --------------------- | ------------------ | ------------------ | ------------------------ | ------------------ | ------------------ | ------------------ |
| HMMWV                 |                    | USA                | vojenské terénní vozidlo |                    | 30                 |                    |
| Mercedes-Benz třídy G |                    | Německo            | terénní automobil        |                    |                    |                    |
| Nákladní automobily   |                    |                    |                          |                    |                    |                    |
| Mercedes-Benz Unimog  |                    | Německo            | nákladní automobil       |                    | 120                |                    |
| Scania                |                    | Švédsko            | nákladní automobil       |                    | 192                |                    |